# Legends of the Superheroes
Legends of the Superheroes è uno speciale televisivo diviso in due parti del 1979, diretto da Bill Charruthers e Chris Darley. È basato sulla serie animata dei Superamici della Hanna-Barbera. Inoltre, riunisce tre membri (Adam West, Burt Ward e Frank Gorshin) del cast della serie televisiva su Batman del 1966 che riprendono i loro rispettivi ruoli.
È noto per aver introdotto le prime versioni live action di: Flash, Lanterna Verde, Black Canary, La Cacciatrice, Hawkman, Atom, Solomon Grundy, il Dottor Sivana, Mordru, Giganta e Sinestro.

## Trama

### The Challenge
La Justice League of America si riunisce al Palazzo di Giustizia per il compleanno di Scarlet Cyclone, anziano supereroe in pensione. Tuttavia, la festa viene interrotta dalla Legione del destino, che annuncia di aver nascosto in un luogo segreto una bomba mortale, e gli eroi devono seguire degli indizi per trovarla. In realtà è tutto un piano della legione per indurre gli eroi a bere una pozione creata dal Signore del Caos Mordru. Nonostante, perdano i poteri, riescono a fermare la legione, disinnescare la bomba e ottenere di nuovo i loro poteri.

### The Roast
Il secondo episodio è un Roast ospitato dal presentatore Ed McMahon e introduce nuovi personaggi. Tra questi ci sono Ghetto Man, un supereroe afroamericano che esegue una routine cabaret, Zia Minerva, una nemica di Capitan Marvel, Rhoda Rooter, una giornalista che ha ottenuto un'intervista con Atom e Giganta sul loro essere fidanzati ed Ester Hol, la madre di Hawkman.

## Colonna sonora
Nello special è presente una parodia della canzone Thats Entertainment! dal film Spettacolo di varietà.

## Distribuzione
La Warner Bros. ha distribuito lo special in DVD nel 2010.